# Scytodes domhelvecio
Scytodes domhelvecio là một loài nhện trong họ Scytodidae.
Loài này thuộc chi Scytodes. Scytodes domhelvecio được miêu tả năm 2009 bởi Rheims & Antonio D. Brescovit.